# Roveredo di Guà
Roveredo di Guà es una localidad y comune italiana de la provincia de Verona, región de Véneto, con 1.560 habitantes.

## Evolución demográfica
| Gráfica de evolución demográfica de Roveredo di Guà entre 1861 y 2001 |
|                                                                       |
| Fuente ISTAT - elaboración gráfica de Wikipedia                       |